# Munkebjerg Sogn

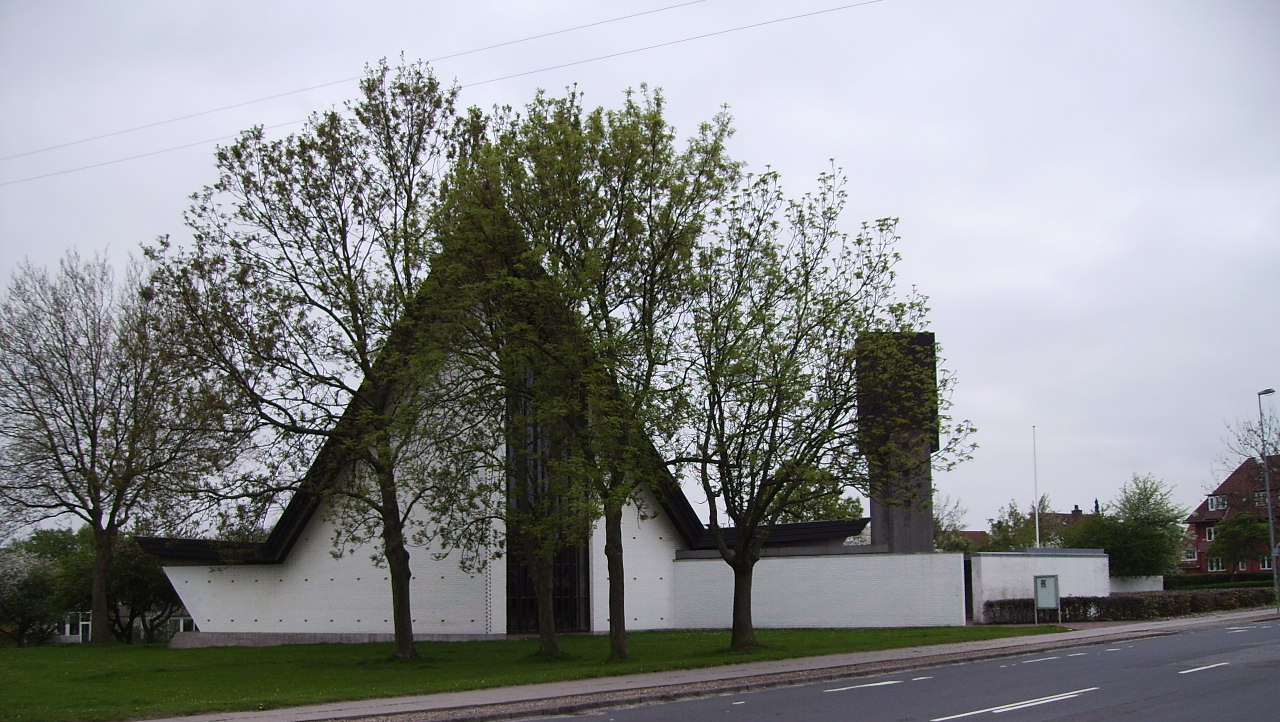
Munkebjerg Kirke

Munkebjerg Sogn ist eine Kirchspielsgemeinde (dän.: Sogn) in der Stadt Odense auf der Insel Fyn (dt.: Fünen) im südlichen Dänemark. Bis 1970 gehörte sie zur Harde Odense Herred im damaligen Odense Amt, danach zur Odense Kommune im Fyns Amt, die im Zuge der  Kommunalreform zum 1. Januar 2007 Teil der Region Syddanmark geworden ist.
Von den 182.387 Einwohnern von Odense leben 8513 im Kirchspiel Munkebjerg (Stand: 1. Januar 2023). Im Kirchspiel liegt die Kirche „Munkebjerg Kirke“.
Nachbargemeinden sind im Norden Sankt Knuds Sogn, im Osten Korsløkke Sogn, im Süden Hjallese Sogn und im Westen Thomas Kingos Sogn.